# Sjajba Arena
De Sjajba Arena (Russisch:  Ледовая Арена «Шайба», Ledovaja Arena Sjajba) is een van de twee ijshockeystadions in het Olympisch Park in de voorstad (microdistrict) Adler van de Russische stad Sotsji.

## Bouw
De bouw van het stadion begon in 2009 en oorspronkelijk zou de bouw in 2012 afgerond zijn. Uiteindelijk werd de bouw een jaar later afgerond. De totale kosten voor de Sjajba-arena werden uiteindelijk 26 miljoen euro. Het stadion heeft een maximale capaciteit van 7.000 en is daarmee het kleinere van de twee stadions die gebruikt worden voor de Olympische Winterspelen 2014.

## Wedstrijden
Het eerste grote toernooi in het stadion was het wereldkampioenschap voor jeugdteams in 2013. In 2014 werd het stadion met name gebruikt voor het vrouwenijshockeytoernooi op de Olympische Winterspelen 2014. Echter voor de finales werd uitgeweken naar het grotere Bolsjoj IJspaleis.

## Toekomst
Na de Olympische Winterspelen zou volgens planning het stadion worden ontmanteld en verplaatst naar een andere stad. Onder andere Vladikavkaz, Krasnodar en Nizjni Novgorod werden als mogelijk steden genoemd waar het stadion naartoe kan worden verplaatst.